# 下湖 (臺南市)
下湖，是臺灣臺南市關廟區的一個傳統地域名稱，位於該區西部偏北。相較於今日行政區，其範圍大致為下湖里西大半部不含北部邊界地帶西側一小段及西部凸出部分的西南端，以及歸仁區的歸仁里北部凸出部分的東南半部、七甲里東部邊界地帶北段、媽廟里東南端。
本地區境內主要聚落為下湖。

## 歷史
台灣日治初期，下湖地區為一街庄，稱為「下湖庄」（舊制街庄），隸屬於保東里。該庄昔日北與埤仔頭庄為鄰，東與新埔庄為鄰，南邊為五甲庄、歸仁北庄，西邊為八甲庄、媽祖廟庄。
1901年（日治明治三十四年）11月11日，全台廢縣廳改設二十廳，該庄隸屬於臺南廳。1904年（明治三十七年）3月31日，該庄編入「保西區」，隸屬於臺南廳。1909年（明治四十二年）10月25日，全台合併二十廳為十二廳，保西區仍隸屬於臺南廳。1920年（大正九年）10月1日，全台地方制度大改正，廢十二廳改設五州二廳，該庄改制為「下湖」大字，隸屬於臺南州新豐郡關廟庄（新制街庄）。
戰後關廟庄改制為關廟鄉，隸屬於臺南縣，大字亦改制為村。1950年（民國39年）10月25日，雲、嘉、南分治，關廟鄉仍隸屬於臺南縣。2010年（民國99年）12月25日，臺南縣、市合併為直轄臺南市，關廟鄉改制為關廟區，村亦改制為里。

## 聚落
本地區發展較早的聚落為下湖，在日治初期的官方地圖上已有記載。

## 交通
國道3號又稱「福爾摩沙高速公路」，是貫穿臺灣西部的兩條縱向高速公路之一，經過本地區東部，並在省道台86線交會處暨省道台19甲線旁設有關廟交流道。由此可快速前往國道3號沿線各地。
省道台86線又稱「東西向快速公路－台南關廟線」，經過本地區南部，且在國道3號交會處設有關廟交流道。本地區路段屬於開放式，在省道台19甲線交會處設有平交路口（即關廟交流道路口），由此可快速前往省道台86線沿線各地，或銜接國道1號、國道3號。
省道台19甲線是鹽水至赤崁的幹道，經過本地區主聚落。由該道路北行可前往新化區、新市區、善化區、麻豆區等地；南行可前往關廟區關廟市區、高雄市阿蓮區、岡山區、梓官區等地。
區道南148線是太子廟至下湖的道路，經過本地區其東側端點（終點）位於本地區西北端凸出部分的北側邊界地帶。